# Теория вежливости Браун — Левинсона
Теория вежливости Браун — Левинсона — классическая теория вежливости, разработанная и опубликованная в 1987 в совместной работе американских социолингвистов Пенелопы Браун и Стивена Левинсона «Вежливость: некоторые универсалии в употреблении языка».
Авторы основывают данную теории на понятии «лицо», предложенным И. Гоффманом, и разделяют «негативное» и «позитивное лицо». Согласно основным положениям теории Браун — Левинсона, суть вежливого поведения заключается в сохранении «лиц» коммуникантов посредством смягчения воздействия «ликоугрожающих актов» (англ. faсe-treatening acts). Авторы теории выделяют негативную и позитивную вежливость и предлагают определённые стратегии для её успешной реализации.
После своего появления теория получила большое количество критики, но несмотря на это считается классической основой для многих последующих исследований, в том числе и в сфере межкультурной коммуникации.

## Позитивное и негативное лицо
Понятие лица было впервые введено американским социологом Э. Гоффманом, который занимался изучением повседневных актов межличностного взаимодействия (face-to-face interaction). Гоффман определял лицо как позитивный образ самого себя в глазах общества (positive public self-image), к которому стремится каждый индивид, и подчеркивал важность сохранения как своего лица, так и лица собеседника.
Гоффман также разработал понятие «ритуалов взаимодействия» (interpersonal rituals) двух типов: ритуалы презентации (presentational rituals) и ритуалы избегания (avoidance rituals), повлиявших впоследствии на разграничение двух типов вежливости в теории П. Браун и С. Левинсона.
Согласно основным положениям теории Браун — Левинсона, смысл вежливости заключается в сохранении социальных лиц (публичного образа) коммуникантов. Социальное лицо авторы разделяют на позитивное и негативное. «Позитивное лицо» связано с желанием индивида получить одобрение и позитивную оценку с другой стороны в процессе коммуникации, в то время как «негативное лицо» представляет собой желание невмешательства в свободу его действий со стороны других лиц.

## Ликоугрожающие акты
В теории Браун — Левинсона рассматриваются ситуации, часто возникающие в процессе коммуникации и вызывающие угрозу «позитивному» и «негативному лицу», как говорящего, так и слушающего. Такие акты получили название «ликоугрожающие» (face-threatening acts) и были разделены на четыре типа в зависимости от того, на какое из «лиц» направлена угроза.

### Угроза позитивному лицу говорящего
Выражается в форме извинения, признания вины или ответственности. Авторы относят принятие комплимента к данному типу угрозы, объясняя это тем, что у говорящего возникает желание приуменьшить положительные качества объекта комплимента и тем самым нанести вред своему «лицу».

### Угроза негативному лицу говорящего
Возникает при выражении благодарности или принятии предложения, поскольку у говорящего возникает чувство долга или обязанности. Такие речевые акты как оправдание, извинение, вынужденное обещание или предложения также потенциально нарушают свободу действий говорящего и тем самым несут в себе угрозу его «негативному лицу».

### Угроза позитивному лицу слушающего
Связана с использованием говорящим речевых актов, которые показывают его безразличие к чувствам, желаниям слушающего и его «позитивному лицу». Среди них указываются акты, касающиеся отдельных аспектов позитивного лица слушающего: критика, неодобрение, обвинение, насмешка, оскорбление, несогласие, вызов. Помимо них авторы выделяют речевые акты, наносящие угрозу «позитивному лицу» слушающего в целом: неуважение, упоминание тем-табу, хвастовство, случайная или же преднамеренная ошибка в употреблении форм обращения и статусных обозначений.

### Угроза негативному лицу слушающего
Возникает при использовании речевых актов, показывающих, что говорящий потенциально может нарушить свободу действий слушающего. Браун и Левинсон выделяют, во-первых, речевые акты, которые указывают слушающему его будущее действие: приказание и просьба, предложение, совет, напоминание, угроза (в случае невыполнения). Во-вторых, такие речевые акты как предложение и обещание, вызывающие у слушающего чувство обязанности и долга. И, в-третьих, комплимент, а также выражение восхищения или зависти, указывающие на существование определённого желания говорящего по отношению к слушающему и его имуществу. Это вынуждает последнего думать, что ему придется защищать желаемый другим объект или отдать его ему.
П. Браун и С. Левинсон подчёркивают, что «ликоугрожающие акты» не являются отклонением от коммуникационного процесса, а представляют собой его естественную часть.

## Гиперстратегии вежливости
Поскольку в процессе коммуникации оба лица взаимно уязвимы, согласно теории П. Браун и С. Левинсона, каждый разумный участник будет стараться минимизировать «коммуникативный вред» от использования «ликоугрожающих актов».
При этом необходимо учитывать относительное значение по крайней мере трёх потребностей:
1. передачи содержания,
2. быстрой передачи сообщения в зависимости от требований ситуации,
3. сохранения лица слушающего.

В случае если второе не важнее третьего, говорящий будет стараться уменьшить угрозу от своего речевого акта.
Браун и Левинсон предлагают следующие гиперстратегии, способные компенсировать потенциальный вред лицу от использования угрожающих актов.

### Отсутствие «ликоугрожающего акта»
Данная гиперстратегия даёт возможность полностью избежать угрозы, однако делает невозможным передачу содержания сообщения коммуниканту.

### Скрытый «ликоугрожающий акт»
При его совершении намерение коммуниканта не формулируется открыто, что позволяет избежать ощущения долга или принуждения у слушающего, а также ответственности говорящего за неверную интерпретацию его сообщения. Лингвистически выражается с помощью метафоры, иронии, риторического вопроса, намёка и т.д.

### Открытый «ликоугрожающий акт»
Коммуникант использует речевой акт без компенсирующего угрозу действия, что позволяет ему открыто выразить своё мнение и избежать опасности быть неверно понятым. Угроза от данного акта может быть нивелирована только в случае, если сложившаяся чрезвычайная ситуация важнее сохранения лица или же когда угроза лицу слушающего незначительна.

#### «Позитивная вежливость»
То есть открытый «ликоугрожающий акт» с компенсирующим угрозу действием (по отношению к «позитивному лицу»).
Эта гиперстратегия используется для привлечения и приближения собеседника.

#### «Негативная вежливость»
То есть открытый «ликоугрожающий акт» с компенсирующим угрозу действием (по отношению к «негативному лицу»).
Эта гиперстратегия необходима для выражения уважения и независимости.

## Позитивная и негативная вежливость

### Позитивная вежливость
Позитивная вежливость представляет собой формулировку речевого акта, которая маскирует или снижает угрозу «позитивному лицу». Этот тип вежливости ориентирован на «позитивное лицо» слушающего (положительное представление самого себя) и основан на сближении и солидарности.
Основой стратегии позитивной вежливости является заверение слушающего в том, что он является другом, ценной фигурой, «своим» в группе. Говорящий стремится выразить, что принимает и разделяет, по крайней мере, частично, желания и потребности слушающего. Авторы предлагают различные стратегии позитивной вежливости, например:
1. Замечайте и обращайте внимание на интересы, желания и потребности слушающего.
2. Выражайте повышенный интерес и симпатию к слушающему.
3. Используйте указатели групповой принадлежности (особые обращения, сленг, жаргон и т. п.).
4. Избегайте несогласия (используйте символическое согласие, ложь во спасение).
5. Делайте предложения и давайте обещания.
6. Будьте оптимистичными, шутите.
7. Подчеркивайте общность, единство взглядов и ценностей.

### Негативная вежливость
В отличие от позитивной вежливости, негативная вежливость ориентирована на уважение «негативного лица» слушающего и основана в первую очередь на дистанцировании (избегании). Браун и Левинсон подчеркивают формальность и сдержанность негативной вежливости.
Стратегии негативной вежливости призваны показать отсутствие коммуникативного давления и заверить слушающего в том, что его свобода действий не будет ограничена. В работе «Вежливость: некоторые универсалии в употреблении языка» авторы выделяют несколько стратегий негативной вежливости, например:
1. Не будьте излишне прямолинейными.
2. Используйте вопросительные формы.
3. Выражайте почтительность.
4. Просите прощения.
5. Деперсонифицируйте высказывания.
6. Используйте пассивные формы.

Согласно теории Браун — Левинсона, вежливое поведение заключается в балансировании между выражением солидарности и сохранением определённой дистанции.

## Критика
Теория лингвистической вежливости Браун — Левинсона стала классической основой для многих последующих исследований в данной области, однако сразу после своего появления она подверглась серьёзной критике лингвистов и культурологов. В большинстве своем критические замечания были связаны с тем, что теория, являясь по сути выражением европейского взгляда на понятие «лица», «ликоугрожающих актов» и, в целом, вежливости, позиционировалась авторами как универсальная. С этим были не согласны представителя неевропейских культур, где самое понятие «лица», его потребностей в процессе коммуникации, а также восприятие коммуникантами различных речевых актов могут значительно отличаться, как, например, в коллективистских культурах Китая, Японии и Кореи.
Профессор лингвистики Гу Юэго отмечает, что в отличие от европейской культуры, в китайской традиции такие речевые акты как предложения, приглашения и обещания не воспринимаются, как угрожающие негативному лицу. Лингвист Р. Мао Лумин говорит о примитивном представлении в теории такого речевого акта, как комплимент, который в китайской культуре является не угрозой, а взаимовыгодным для обоих коммуникантов актом.
Критика универсальных положений теории содержится и в работах нигерийского лингвиста О. Нвойе, посвященных особенностям африканской коммуникативной культуры, где для многих народностей «лицо» и личные интересы не так важны, как ожидаемое групповое поведение.
Французский социолог и лингвист К. Кербра-Ореккиони критиковала излишнюю пессимистичность представления процесса коммуникации в теории П. Браун и С. Левинсона, связанную с постоянной опасностью применения «ликоугрожающего акта» и необходимостью постоянный защиты своего «лица» и территории.

### Дальнейшее развитие теории вежливости
К. Кербра-Ореккиони корректирует некоторые положения теории и приходит к понятию льстящих «лицу» актов (face-flattering acts), аналогичных позитивной вежливости в теории Браун — Левинсона, которая позволяет сохранить лицо говорящего и слушающего. К такого рода актам автор причисляет комплимент, извинение и благодарность.
Кербра-Ореккиони вводит понятие «позитивной невежливости», выражающейся в использовании «ликоугрожающего акта» без смягчения, и понятию «негативной невежливости», возникающий в случае, если льстящий лицу акт ожидался, но не был применён.
Дальнейшее развитие в изучении понятия вежливости связано с появлением «постмодернистского» подхода, основными представителями которого стали М. Лохер, Р. Воттс, С. Миллз и С. Харрис. С точки зрения представителей данного подхода, основным недостатком теории Браун — Левинсона является её упрощённость, а также бесконтекстный метод анализа предложений. В рамках нового подхода предлагалось рассматривать вежливость или невежливость как динамичное явление в процессе диалога. В отличие от классической теории, постмодернисты занимались анализом не отдельных предложений и высказываний, а больших аутентичных фрагментов. Коммуникация в данном случае рассматривалась как создание и улучшение взаимоотношений между коммуникантами (relational work). Помимо этого, в их подходе уделялось внимание не только вербальным, но и невербальным актам, выражающим вежливое или невежливое поведение.
Большую роль в изучении понятия коммуникативной невежливости как взаимодействия лиц говорящего и слушающего сыграл английский лингвист Джонатан Калпепер, предложивший парадигму из 5 суперстратегий невежливости:
1. явная, очевидная невежливость,
2. невежливость по отношению к позитивному лицу,
3. невежливость по отношению к негативному лицу,
4. сарказм или притворная вежливость,
5. полное отсутствие проявления вежливости в случае её ожидания.